# Coupe Spengler 1968
Navigation
Édition précédente Édition suivante
La Coupe Spengler 1968 est la 42e édition de la Coupe Spengler. Elle se déroule en décembre 1968 à Davos, en Suisse.

## Règlement du tournoi
Les équipes sont regroupés au sein d'un seul groupe. Les équipes jouent un match contre chacune des autres équipes. Les deux premiers de la poule dispute un match permettant de déterminer le vainqueur de la Coupe Spengler.

## Résultats

### Phase de groupe
| Clt   | Équipe        | PJ | V | D | N | BP | BC | Pts |
| ----- | ------------- | -- | - | - | - | -- | -- | --- |
| +001, | Dukla Jihlava | 3  | 2 | 0 | 1 | 12 | 4  | 5   |
| +002, | Rögle BK      | 3  | 2 | 0 | 1 | 8  | 5  | 5   |
| +003, | Finlande 2    | 3  | 1 | 2 | 0 | 10 | 8  | 2   |
| +004, | Suisse        | 3  | 0 | 3 | 0 | 7  | 20 | 0   |

- Qualifié directement pour la finale

### Phase finale

#### Match pour la3eplace
| 31 décembre | Suisse | 4-7 | Finlande 2 | Eisstadion Davos |

#### Finale
| 31 décembre | Dukla Jihlava | 6-0 | Rögle BK | Eisstadion Davos |